# Maira appendiculata
Maira appendiculata là một loài ruồi trong họ Asilidae. Maira appendiculata được Bezzi miêu tả năm 1928. Loài này phân bố ở miền Australasia.